# Goobuntu
Goobuntu是一个Google内部使用的Linux发行版，基于Ubuntu长期支持（long term support，LTS）版本，在20000雇员中有近一半使用它。它增加了许多供内部使用的软件包，其中包括安全增强功能，并禁止安装某些应用程序，但其它部分仍相似。谷歌负责公司Linux桌面的经理湯瑪斯·布什內爾在LinuxCon 2012展示了Goobuntu。布什内尔解释说：“Goobuntu就只是在标准的Ubuntu之外加了一层皮肤而已。”
有人称，谷歌可能计划向外界推出该发行版。虽然谷歌和领导Ubuntu开发的马克·沙特尔沃思都已证实Goobuntu存在，并且于内部使用，两人都坚决否认谷歌有任何计划向市场推出该操作系统。
马克·沙特尔沃思证实谷歌向Ubuntu贡献了修補程式。
Google使用Puppet以管理其安装了Goobuntu的机器。